# Lookalike Glacier
Der Lookalike Glacier (englisch für Doppelgänger-Gletscher) ist ein 3,2 km langer und 1,1 km breiter Gletscher auf der Ulu-Halbinsel der westantarktischen James-Ross-Insel. Er fließt von den Lookalike Peaks westlich des Smellie Peak in nördliche Richtung zur Brandy Bay. Das Eis an seiner Mündung ist mit Moränengeröll bedeckt.
Benannt ist der Gletscher in Anlehnung an die Benennung der Lookalike Peaks.